# Nintendo System Development
La branche Nintendo System Development (ou SDD) anciennement connue sous les noms Nintendo Network Business & Development (ou NBD), Nintendo Network Service Development (ou NSD), et Nintendo Special Planning & Development (ou SPD), est située au Nintendo Research Institute à Kyoto au Japon, jusqu'à son déménagement au Nintendo Development Center, également à Kyoto.
La division est composée d'une unique équipe de développement axée sur le développement de logiciels et la conception de périphériques. SDD est composé de deux départements de développement avec différentes fonctions : le Network Development & Operations Department qui est chargé de la programmation du service Nintendo Network, en collaboration avec Nintendo Network Service Database, et l'Environment Development Department, qui développe des kits de développement, entre autres technologies.
Le 16 septembre 2015, SDD fusionne avec Nintendo Integrated Research and Development pour devenir Nintendo Platform Technology Development.

## Network Operations and Development Department
Department Manager: Kiyoshi Mizuki
Network Operations and Development Department est chargé du développement des services Nintendo Network, en collaboration avec Nintendo Network Service Database. Le département a deux subdivisions : Network Software Development Group et Application Group.
| Titre                            | Type(s)                           | Plate(s)-forme(s)        | Année de sortie | Producteur(s)                                                                | Directeur(s)                           |
| -------------------------------- | --------------------------------- | ------------------------ | --------------- | ---------------------------------------------------------------------------- | -------------------------------------- |
| Chaîne boutique Wii              | Distribution numérique            | Wii                      | 2006            | Masaru Shimomura                                                             | Kiyoshi Mizuki                         |
| Nintendo Channel                 | Distribution numérique            | Wii                      | 2006            | Masaru Shimomura                                                             | Kiyoshi Mizuki                         |
| Nintendo DSi Shop                | Distribution numérique            | Nintendo DSi             | 2008            | Masaru Shimomura                                                             |                                        |
| Nintendo Zone                    | Configuration réseau              | Nintendo DS Nintendo DSi | 2009            | Masaru Shimomura                                                             |                                        |
| Friend List                      | Liste de contacts                 | Nintendo 3DS             | 2011            | Masaru Shimomura                                                             | Kiyoshi Mizuki                         |
| StreetPass                       | Configuration réseau              | Nintendo 3DS             | 2011            | Masaru Shimomura                                                             |                                        |
| Nintendo eShop                   | Distribution numérique            | Nintendo 3DS             | 2011            | Masaru Shimomura                                                             | Kazuto Nakaya                          |
| Nintendo Video                   | Video player                      | Nintendo 3DS             | 2011            | Masaru Shimomura                                                             |                                        |
| Nintendo Zone                    | Configuration réseau              | Nintendo 3DS             | 2011            | Masaru Shimomura                                                             | Fumihiko Tamiya                        |
| Swapnote Nintendo Letter Box PAL | Messaging                         | Nintendo 3DS             | 2011            | Kiyoshi Mizuki Masaru Shimomura                                              | Daiji Imai                             |
| WaraWara Plaza                   | Système d'exploitation (Miiverse) | Wii U                    | 2012            | Kiyoshi Mizuki Katsuya Eguchi (Nintendo EAD) Kouichi Kawamoto (Nintendo SPD) | Hisashi Nogami (Nintendo EAD)          |
| Miiverse                         | Réseautage social                 | Wii U                    | 2012            | Kiyoshi Mizuki Junya Kondo (Hatena) Yusuke Beppu (Nintendo NSD)              | Hideto Yuzawa Yoshiomi Kurisu (Hatena) |
| Nintendo Network ID              |                                   | Wii U                    | 2012            |                                                                              |                                        |
| Wii U Chat                       | Online chat                       | Wii U                    | 2012            |                                                                              | Fumihiko Tamiya                        |
| Nintendo eShop                   | Distribution numérique            | Wii U                    | 2012            | Kiyoshi Mizuki                                                               | Kazuto Nakaya                          |
| Miiverse                         | Réseautage social                 | Navigateur web           | 2013            | Kiyoshi Mizuki Junya Kondo (Hatena) Yusuke Beppu (Nintendo NSD)              | Hideto Yuzawa Yoshiomi Kurisu (Hatena) |
| StreetPass Relay                 | Configuration réseau              | Nintendo 3DS             | 2013            | Kiyoshi Mizuki                                                               | Masatoshi Yamazaki                     |
| Miiverse                         | Réseautage social                 | Nintendo 3DS             | 2013            | Kiyoshi Mizuki Junya Kondo (Hatena) Yusuke Beppu (Nintendo NSD)              | Hideto Yuzawa Yoshiomi Kurisu (Hatena) |
| Nintendo eShop                   | Distribution numérique            | Navigateur web           | 2011            | Kiyoshi Mizuki                                                               | Kazuto Nakaya                          |

Notes
1. ↑  Codéveloppé par Nintendo Entertainment Analysis and Development (EAD) et Nintendo Software Planning and Development (SPD).
2. 1 2 3  Codéveloppé par  Hatena, Nintendo Network Service Database (NSD) et Denyusha.
3. ↑  Codéveloppé par Nintendo European Research and Development (NERD), Nintendo Technology Development (NTD) et Vidyo.

## Environment Development Department
L'Environment Development Department est chargé d'élaborer des infrastructures de communication en ligne et des middlewares.
| Titre                | Genre(s) | Plate(s)-forme(s) | Année de sortie | Producteur(s) | Directeur(s) |
| -------------------- | -------- | ----------------- | --------------- | ------------- | ------------ |
| WiiConnect24         |          | Wii               | 2006            |               |              |
| Logiciel système Wii |          | Wii               | 2006-2008       |               |              |
| Nintendo DSi Browser |          | Nintendo DSi      | 2009            |               |              |
| Download Play        |          | Nintendo 3DS      | 2011            |               |              |
| Nintendo eShop       |          | Nintendo 3DS      | 2011            |               |              |
| Mario Kart 7         |          | Nintendo 3DS      | 2011            |               |              |
| Kid Icarus: Uprising |          | Nintendo 3DS      | 2012            |               |              |
| Nintendo Land        |          | Wii U             | 2012            |               |              |
| StreetPass Relay     |          | Nintendo 3DS      | 2013            |               |              |
| Tomodachi Life       |          | Nintendo 3DS      | 2013            |               |              |
| Mario Kart 8         |          | Wii U             | 2014            |               |              |

### Mechanical Design Group
Le Mechanical Design Group est responsable du développement des logiciels et de la conception des périphériques pour les consoles Nintendo, jusqu'à sa dissolution en 2013.
| Titre                                    | Année de sortie | Plate(s)-forme(s) | Directeur            | Producteur                      |
| ---------------------------------------- | --------------- | ----------------- | -------------------- | ------------------------------- |
| Satellaview                              | 1995            | Hardware          | Masaru Shimomura     | Satoshi Yamato                  |
| BS Super Mario USA Power Challenge       | 1996            | Satellaview       | Toshiaki Suzuki      | Satoshi Yamato                  |
| BS Marvelous Time Athletics              | 1996            | Satellaview       | Eiji Aonuma          | Satoshi Yamato                  |
| BS Marvelous Camp Arnold                 | 1996            | Satellaview       | Yoshinori Tsuchiyama | Satoshi Yamato                  |
| Nintendo Power                           | 1996            | SNES GB           |                      |                                 |
| BS F-Zero Grand Prix                     | 1997            | Satellaview       | Toshiaki Suzuki      | Satoshi Yamato                  |
| Excitebike: Super Mario Cup Battle       | 1997            | Satellaview       | Yoshinori Tsuchiyama | Satoshi Yamato                  |
| Pokémon Pikachu                          | 1998            | Hardware          |                      |                                 |
| Pokémon Pikachu 2 GS                     | 1999            | Hardware          |                      |                                 |
| Poket Hello Kitty                        | 1999            | Hardware          |                      |                                 |
| Mobile Adapter GB                        | 2001            | Hardware          | Masaru Shimomura     | Satoshi Yamato                  |
| Pokémon Party Mini                       | 2001            | Pokémon Mini      | Shinya Kawada        | Satoshi Yamato                  |
| Pokémon Pinball Mini                     | 2001            | Pokémon Mini      | Yoshikazu Mori       | Satoshi Yamato                  |
| Sakura Momoko no Ukiuki Carnival         | 2002            | GBA               | Toru Osawa           | Satoshi Yamato                  |
| Pokémon Race Mini                        | 2002            | Pokémon Mini      | Shinya Kawada        | Satoshi Yamato                  |
| Pokémon Shock Tetris                     | 2002            | Pokémon Mini      | Shinya Kawada        | Satoshi Yamato                  |
| Pokémotion                               | 2003            | Hardware          | Shinya Kawada        | Satoshi Yamato                  |
| Mario Party-e                            | 2002            | e-Reader          | Toru Osawa           | Satoshi Yamato                  |
| Adaptateur sans fil Game Boy Advance     | 2004            | GBA               |                      |                                 |
| Slide Adventure MAGKID                   | 2007            | NDS               | Kazunobu Shimizu     | Shinya Kawada                   |
| Personal Trainer: Walking                | 2008            | NDS               | Naoya Morimura       | Shinya Kawada                   |
| Cooking Guide: Can't Decide What to Eat? | 2008            | NDS               | Hirotaka Watanabe    | Yoshinori Tsuchiyama            |
| PokéWalker                               | 2009            | Hardware          | Masaru Shimomura     | Junichi Masuda Hitoshi Yamagami |

Discography Credits